# Landesregierung Pröll I
Die Landesregierung Pröll I bildete die Niederösterreichische Landesregierung nach dem Rücktritt von Landeshauptmann Siegfried Ludwig (ÖVP) am 22. Oktober 1992 bis zum Ende der XIII. Gesetzgebungsperiode am 7. Juni 1993. Nach dem Rücktritt Ludwigs wurde Landeshauptmannstellvertreter Erwin Pröll am 22. Oktober zu seinem Nachfolger gewählt. Gleichzeitig rückte die bisherige Landesrätin Liese Prokop zur neuen Landeshauptmannstellvertreterin nach. Edmund Freibauer (ÖVP) wurde am 22. Oktober auf den freigewordenen Regierungssitz gewählt, während Ernest Gabmann (ÖVP) am selben Tag den Regierungssitz von Vinzenz Höfinger übernahm, der ebenfalls zurückgetreten war.

## Regierungsmitglieder
| Amt                                                     | Name                                 | Partei | Ressorts |
| ------------------------------------------------------- | ------------------------------------ | ------ | -------- |
| Landeshauptmann                                         | Erwin Pröll                          | ÖVP    |          |
| Landeshauptmannstellvertreter                           | Liese Prokop                         | ÖVP    |          |
| Landeshauptmannstellvertreter                           | Ernst Höger                          | SPÖ    |          |
| Landesrat                                               | Franz Blochberger                    | ÖVP    |          |
| Landesrat                                               | Edmund Freibauer                     | ÖVP    |          |
| Landesrat                                               | Ernest Gabmann (ab 22. Oktober 1992) | ÖVP    |          |
| Landesrat                                               | Johann Bauer                         | SPÖ    |          |
| Landesrätin                                             | Traude Votruba                       | SPÖ    |          |
| Landesrat                                               | Ewald Wagner                         | SPÖ    |          |
| Vorzeitig ausgeschiedene Mitglieder der Landesregierung |                                      |        |          |
| Landesrat bis 22. Oktober 1992                          | Vinzenz Höfinger                     | ÖVP    |          |